# بوه (شهر)
بوه (بالبنجابية:ਪੋਹ) هو الشهر العاشر حسب التقويم السيخي، ويتزامن ما بين 14 ديسمبر و 12 يناير من التقويم الغريغوري ومكون من 30 يوم.